# Dicastério para o Serviço da Caridade
O Dicastério para o Serviço da Caridade ou Esmolaria Apostólica (Dicasterium ad caritatem fovendam seu Eleemosynaria Apostolica) é um dicastério da Cúria Romana. 

## História
Foi instituída no Século XIII pelo Papa Gregório X.
Sua forma foi definida pelo artigo 193 da Constituição Apostólica Pastor Bonus como serviço que administra, em nome do Santo Padre e sob sua responsabilidade, a assistência aos pobres.
Com a promulgação da Constituição apostólica Prædicate Evangelium, em seus artigos 79 a 81, indicam que o Dicastério para o Serviço da Caridade que "sob a orientação do Prefeito, Esmoleiro de Sua Santidade, em contato com outros Dicastérios competentes na matéria, concretiza, com a sua atividade, a solicitude e proximidade do Romano Pontífice, como Pastor da Igreja universal, para daqueles que vivem em situação de miséria, marginalização ou pobreza, bem como por ocasião de graves calamidades."

## Esmoleiros
- Monsenhor Mario Bovio (1621-1623)
- Monsenhor Agostino Oreggi (6 de agosto 1623 - 28 de novembro 1633 criado cardeal)
- Monsenhor Bartolomeo Oreggi (28 de novembro de 1633 - 1644)
- Monsenhor Virgilio Spada, C.O. (1644-1659)
- Monsenhor Francesco Ferrini (1659-?)
- Arcebispo Federico Caccia (15 de julho 1691 - 13 de abril 1693 nomeado arcebispo de Milão)
- Arcebispo Alessandro Bonaventura (faleceu 13 de abril 1693 - 7 de fevereiro 1721)
- Monsenhor Ignazio Ferrante (faleceu em 8 de maio de 1721 - 1722)
- Arcebispo Antonio Tasca (1722-1727)
- Arcebispo Nicola Saverio Albini (falecido 20 de janeiro 1727 - 11 de abril 1740)
- Monsenhor Teodoro Boccapaduli (abril 1740 - 1777)
- Arcebispo Giuseppe Maria Contesini (1778 - 1784)
- Arcebispo Gregorio Bandi (falecido 17 de dezembro 1787 - 10 de abril 1802)
- Arcebispo Francesco Bertazzoli (24 de maio 1802 - 10 de março 1823 criado cardeal)
- Arcebispo  Filippo Filonardi (16 de maio 1823 - 3 de julho 1826 nomeado Arcebispo da  Ferrara)
- Arcebispo Giovanni Soglia Ceroni (2 de outubro 1826 - 23 de junho 1834 nomeado  Secretário da Congregação para os Bispos e Regulares )
- Arcebispo Ludovico Tevoli (23 de junho 1834 - 9 de abril 1856 renunciou)
- Patriarca Alberto Barbolani di Montauto (falecido 16 de junho 1856 - 29 de outubro 1857)
- Arcebispo Gustav Adolf von Hohenlohe-Schillingsfürst (7 de novembro 1857 - 22 de junho 1866 criado cardeal)
- Arcebispo  Frédéric-François-Xavier Ghislain de Mérode (falecido 10 de julho 1866 - 11 de julho 1874)
- Arcebispo Alessandro Sanminiatelli Zabarella (31 de julho 1874 - 22 de dezembro 1906 renunciou)
- Arcebispo Augusto Silj (22 de dezembro 1906 - 6 de dezembro 1916 nomeado vice-camareiro da Câmara Apostólica)
- Arcebispo Giovanni Nasalli Rocca di Corneliano (6 de dezembro 1916 - 21 de novembro 1921 nomeado arcebispo da  Bolonha)
- Arcebispo Carlo Cremonesi (29 de dezembro 1921 - 16 de dezembro 1935 criado cardeal)
- Arcebispo Giuseppe Migone (falecido 19 de dezembro 1935 - 1º de janeiro 1951)
- Arcebispo Diego Venini (retirada de 12 de janeiro 1951 - 16 de dezembro 1968)
- Arcebispo Antonio Maria Travia (16 de dezembro 1968 - 23 de dezembro 1989 retirado)
- Arcebispo Oscar Rizzato (23 de dezembro 1989 - 28 de julho 2007 retirado)
- Arcebispo Félix del Blanco Prieto (retirada de 28 de julho 2007 a 3 de novembro 2012)
- Arcebispo Guido Pozzo (3 de novembro 2012 - 3 de agosto 2013 nomeado secretário da Pontifícia Comissão Ecclesia Dei)
- Cardeal Konrad Krajewski, desde 3 de agosto 2013